# قائد الغر المحجلين
قَائِدُ اَلْغُرِّ اَلْمُحَجَّلِينَ هو لَقَبُ علي بن أبي طالب ، لَقَّبَهُ بِهِ رسول الله، ومعناه قائد المؤمنين النجباء الذين يعلو وجههم نور الإيمان والتقوى، والتعبير «الغرّ المحجل» يطلق على الفرس الجيّد الأصيل، الذي يعلو جبهته بياض وفي يديه ورجليه بياض. فقائد الغرّ المحجلين يعني قائد المؤمنين النجباء الأتقياء الذين يظهر نور الإيمان والتقوی علی 

## - "قائد الغر المحجلين" المقصود به سيدنا محمد عليه الصلاة والسلام رسول الإسلام ونبي المسلمين وشفيعهم يوم القيامة وهو الأولى بالقيادة من أي شخص كان.قَائِدُ اَلْغُرِّ اَلْمُحَجَّلِينَ
جاء في شرح أصول الكافي: أنّ رسول الله (صَلَّى اَللَّهُ عَلَيْهِ وَآلِهِ وَسَلَّمَ) أطلق صفة (قَائِدُ اَلْغُرِّ اَلْمُحَجَّلِينَ على أمير المؤمنين (صَلَوَاتُ اَللَّهِ عَلَيْهِ) والقائد خلاف السائق وهو من يقود احدًا خلفه كصاحب الجيش والغر جمع الاغر من الغرة وهي في الأصل البياض الذي يكون في وجه الفرس والمحجل من الخيل هو الذي يرتفع البياض في قوائمه الى موضع القيد ويجاوز الارساغ ولا يجاوز الركبتين ولا يكون التحجيل باليد واليدين مالم يكن معهما رجل او رجلان ثم استعير لذوي الشرف من الناس في العلم والعمل والصلاح وكرم الذات. 

## الأحاديث حول اللقب
أطلق رسول الله صفة (قَائِدُ اَلْغُرِّ اَلْمُحَجَّلِينَ) على علي بن أبي طالب وقد ورد في عدة أحاديث أنّ رسول الله (صَلَّى اَللَّهُ عَلَيْهِ وَآلِهِ وَسَلَّمَ) وصف علي بن أبي طالب (صَلَوَاتُ اَللَّهِ عَلَيْهِ) بهذا اللقب، منها:
- روى الحاكم النيسابوري باسناده عن ابن زرارة عن أبيه قال قال رسول الله صلّى الله عليه وآله وسلّم: «اوحي اليّ في علي ثلاث أنه سيد المسلمين وإمام المتقين وقائد الغر المحجلين».[2][3][4]
- وروى أبو نعيم باسناده عن أنس قال: قال رسول الله صلّى الله عليه وآله وسلّم: «يا أنس اسكب لي وضوء، ثم قام فصلى ركعتين، ثم قال: يا انس، أول من يدخل عليك من هذا الباب أميرالمؤمنين وسيد المسلمين وقائد الغر المحجلين وخاتم الوصيين، قال أنس: قلت: اللهم اجعله رجلا من الأنصار وكتمته، اذ جاء علي فقال: من هذا يا انس؟ فقلت: علي، فقام مستبشراً فاعتنقه ثم جعل يمسح عرق وجهه بوجهه ويمسح عرق علي بوجهه، قال علي: يا رسول الله صلّى الله عليه وآله وسلّم لقد رأيتك صنعت شيئاً ما صنعت بي قبل قال: وما يمنعني وأنت تؤدي عني تسمعهم صوتي وتبين لهم ما اختلفوا فيه بعدي».[2][5]
- روى الخوارزمي بإسناده عن رسول الله صلّى الله عليه وآله وسلّم أنّه قال: «يا علي أنت سيد المسلمين وإمام المتقين وقائد الغر المحجلين ويعسوب الدين».[6]
- روى ابن المغازلي بإسناده قال: قال رسول الله صلّى الله عليه وآله وسلّم: «يا علي إنك سيد المسلمين وقائد الغر المحجلين ويعسوب المؤمنين».[7]
- قال الشنقيطي: «أخرج علي بن موسى الرضا عن علي كرم الله وجهه قال: قال لي رسول الله صلّى الله عليه وآله وسلّم: إنك سيد المسلمين وامام المتقين وقائد الغر المحجلين ويعسوب الدين».[8]

## مواضيع ذات صلة
- يعسوب الدين
- علي بن أبي طالب
- الولاية
- نهج البلاغة

## الهوامش
1. ↑  [شرح أصول الكافي - مولي محمد صالح المازندراني - ج ٧ - الصفحة ١٥٥] {{http://shiaonlinelibrary.com/%D8%A7%D9%84%D9%83%D8%AA%D8%A8/1180_%D8%B4%D8%B1%D8%AD-%D8%A3%D8%B5%D9%88%D9%84-%D8%A7%D9%84%D9%83%D8%A7%D9%81%D9%8A-%D9%85%D9%88%D9%84%D9%8A-%D9%85%D8%AD%D9%85%D8%AF-%D8%B5%D8%A7%D9%84%D8%AD-%D8%A7%D9%84%D9%85%D8%A7%D8%B2%D9%86%D8%AF%D8%B1%D8%A7%D9%86%D9%8A-%D8%AC-%D9%A7/%D8%A7%D9%84%D8%B5%D9%81%D8%AD%D8%A9_155}}
2. 1 2  علي قائد الغر المحجلين ويعسوب الدين نسخة محفوظة 27 أغسطس 2016 على موقع واي باك مشين.
3. ↑  المستدرك على الصحيحين ج3 ص137، ورواه أبو نعيم في أخبار اصبهان ج1 ص229 وابن الأثير في أسد الغابة ج1 ص69 وج 3 ص116 وابن المغازلي في المناقب ص105 رقم 147.
4. ↑  قول النبي صلى الله عليه وسلم لعلي : أنت أمير المؤمنين ويعسوب الدين، وإمام المتقين ، وقائد الغر المحجلين و... نسخة محفوظة 23 يوليو 2017 على موقع واي باك مشين.
5. ↑  حلية الأولياء ج1 ص63. ورواه الخوارزمي في المناقب الفضل السابع ص 42، وابن عساكر في ترجمة الامام علي بن أبي طالب من تاريخ مدينة دمشق ج2 ص487 رقم 1005.
6. ↑  المناقب، الفصل التاسع عشر ص210
7. ↑  مناقب علي بن أبي طالب ص65 رقم 93
8. ↑  كفاية الطالب ص84